# Контакт (альбом)
 Контакт  — четвертий альбом гурту «Mad Heads». Це останній альбом під назвою Mad Heads.

## Пісні
1. Контакт (інтро)
2. Не По Пути
3. Отрута
4. Не Чекай
5. Циклон (інструментал)
6. Параллельный мир
7. Привиди
8. Хот Род Бугі Вугі
9. Брюс Уиллис
10. Вуду
11. Козаки (інструментал)
12. У Минулому Житті
13. Вженема
14. Свінгсайз (інструментал)